# 普罗文扎诺圣母堂
43°19′15″N 11°19′57″E / 43.320834°N 11.332557°E

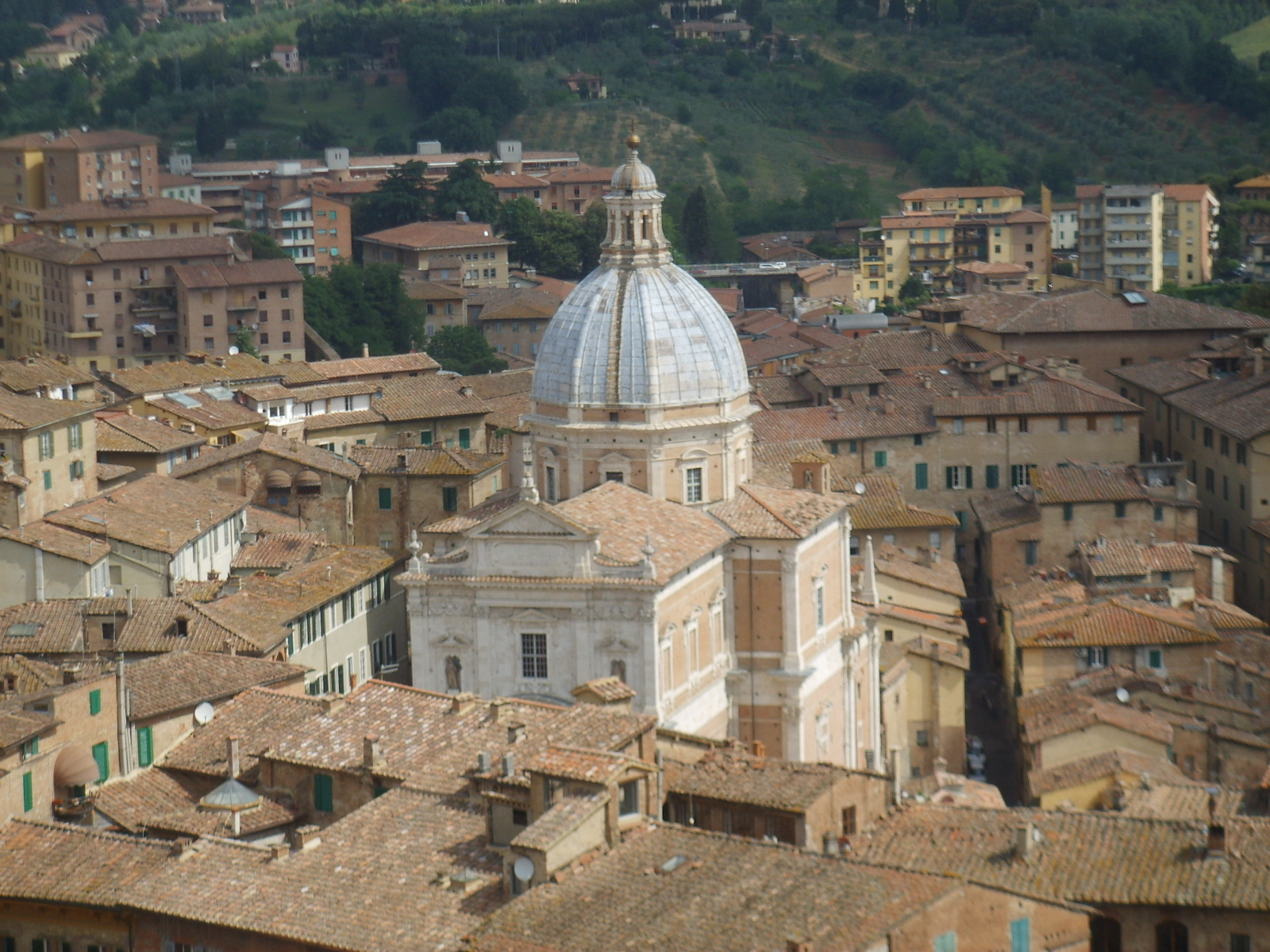
从曼吉亚塔楼俯瞰此教堂

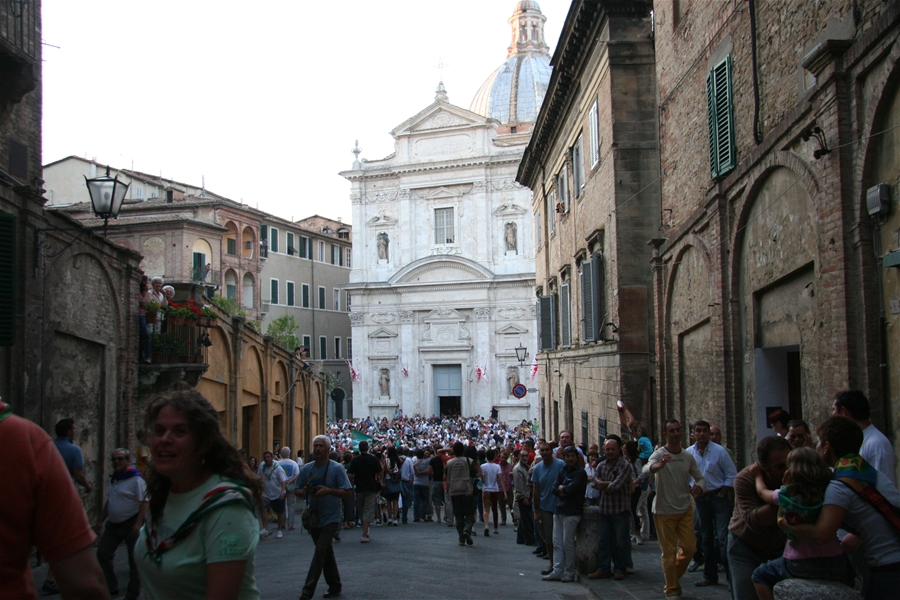
鹅区的赛马节获胜者抵达教堂，2007年7月2日

普罗文扎诺圣母堂（Chiesa di Santa Maria di Provenzano）是意大利锡耶纳的一座罗马天主教教堂，位于长颈鹿区的普罗文扎诺·萨尔瓦尼广场。普罗文扎诺·萨尔瓦尼是1260年 Montaperti 战役的获胜者，皇帝党政治人物，常被但丁引用。这一地区曾是他的家园。该堂供奉普罗文扎诺圣母。

## 历史
这座风格主义建筑兴建于1595年至1604年，是美地奇家族征服锡耶纳后最早建造的建筑之一.
1552年7月2日，一名西班牙士兵试图向圣母像射击，却发生枪支爆炸，造成自己身亡，而圣母像也半身毁坏。于是此圣像遂成为崇敬的对象，许多奇迹都被归功于圣母。美第奇族因此建造一个教堂来保护圣像。工程开始于1595年10月24日。1611年10月23日，该堂举行了祝圣仪式。

## 内部
这座建筑为拉丁十字平面，内部为巴洛克风格，拥有许多艺术作品。圆顶支柱的侧面有四面旗帜，其中三面在17和18世纪之间取自于奥斯曼帝国，还有一面在1902年取自于中国的义和团。

## 锡耶纳赛马节
按照锡耶纳赛马节的规例，在彩排之后，7月2日要在普罗文扎诺圣母堂举行庄严的祝福仪式，并在那里停留，一直到游行开始。
7月2日赛马节之后，获胜的区还要来到此堂向普罗文扎诺圣母致谢。